# Pål Kraby
Pål Fredrik Kraby (* 16. Februar 1932 in Lillehammer; † 8. August 2009) war ein norwegischer Anwalt am Obersten Gerichtshof von Norwegen und Vorsitzender der norwegischen Arbeitgebervereinigung. 

## Leben
1959 schloss Kraby sein Jurastudium als cand.jur. ab. 1968 wurde er als Anwalt am Obersten Gerichtshof von Norwegen zugelassen. 
Kraby nahm 1963 seine Tätigkeit als juristischer Mitarbeiter bei der norwegischen Arbeitgebervereinigung auf, deren stellvertretender Direktor er 1973 wurde. Zum geschäftsführenden Direktor wurde er 1979. In seine Amtszeit fiel 1986 ein Arbeitskampf, bei dem der Gesamtgewerkschaftsverband für kürzere Arbeitszeiten stritt. Kraby veranlasste als Gegenmaßnahme die Aussperrung der Arbeitnehmer. Die Streik endete mit einer Niederlage für die Arbeitgeber, bei der diese weitgehende Zugeständnisse machen mussten. Daraufhin musste Kraby sein Amt 1987 niederlegen und erhielt eine hohe Abfindung, die für weitere Diskussionen sorgte. Die Affaire um diesen Goldenen Handschlag deckte der Journalist Arne O. Holm auf.
1953 spielte Kraby Bandy in zwei Länderspielen für die Norwegische Bandynationalmannschaft der Herren. Sein Heimatverein war IF Ready Fotball.
Kraby ist der Vater der Juristin Ida Hjort Kraby.

## Werke
- Norwegian Employers’ Confederation. Structure and activity. Norsk arbeidsgiverforening, Oslo 1983.
- Medbestemmelsesrett. Reglene i aksjeloven om representasjon for arbeidstagerne i styre og/eller bedriftsforsamling. Norsk arbeidsgiverforening, Oslo 1979.